# Глобальна мережа екопоселень
Глоба́льна мере́жа екопосе́лень — глобальна асоціація людей і спільнот (екопоселень), які присвячують себе способу життя «з урахуванням майбутніх потреб», живучи так, щоб природні ресурси відновлювалися, використовуючи природоощадні технології, даючи природному середовищу більше, ніж забирають. Члени Мережі діляться ідеями та інформацією, передають технології та розвивають культурні та освітні обміни.

## Історія
Хільда (Hildur) і Росс Джексон з Данії заснували благодійний фонд Gaia Trust, в 1991 р. Фонд субсидував вивчення  Робертом Гілманом і  Діаною Гілман громад, що самозабезпечуються, в усьому світі. Звіт «Екопоселення і громади, що самозабезпечуються» вийшов 1991 року. У звіті зазначалося, що попри наявність великого числа цікавих проєктів екопоселень, тобто людських поселень, функціонування яких не завдає шкоди природі, повноцінного ідеального екопоселення не існувало на той момент.
У 1991 р. фонд Gaia Trust скликає на зустріч в  Данії представників від екоспільнот, щоб обговорити стратегії подальшого розвитку концепції екопоселень. Це приводить до створення Global Ecovillage Network (GEN) — Глобальної мережі екопоселень. В 1994 р. була запущена Інформаційна служба екопоселень. У 1995 р. в містечку Фіндхорн ( Findhorn) (Шотландія) пройшла перша міжнародна конференція членів екопоселень, що отримала назву «Екопоселення і громади, що самозабезпечуються, для XXI століття». 2001 року GEN отримала статус особливого консультанта при Економічній і Соціальній Раді ( UN-ECOSOC), і стала партнером Інституту ООН з навчання та досліджень (UNITAR).

## Мета
Метою GEN є «надання підтримки і заохочення розвитку природоощадних і таких, що самозабезпечуються, поселень в усьому світі».

## Члени руху
Мережа охоплює кілька типів екопоселень:
- Екоміста, такі як Ауровіль в Південній Індії,  Федерація Даманхур в  Італії і Німбин в  Австралії;
- Сільські екопоселення, такі як Gaia Asociación в Аргентині і Huehuecoyotl, у Мексиці;
- Пермакультурні місця, включаючи  Crystal Waters в Австралії, Cochabamba в Болівії і Barus в Бразилії;
- Проєкти міського відродження, такі як Los Angeles EcoVillage і  Христианія в Копенгагені;
- Освітні центри, подібні до  Findhorn Foundation в Шотландії,  Centre for Alternative Technology в Уельсі і  Ecovillage Training Center  в Теннессі.

## Регіональні відділення

### В світі
Офіси та волонтери GEN є в кожному з трьох т. зв. Регіонів:
- GEN Europe [Архівовано 25 липня 2013 у Wayback Machine.] — Європа,
- GEN Oceania and Asia (GENOA) [Архівовано 20 серпня 2013 у Wayback Machine.] — Океанія і Азія,
- The Ecovillage Network of the Americas (ENA) [Архівовано 16 червня 2004 у Wayback Machine.] — Америка.

### В Україні
В Україні розвивається мережа екопоселень. Існують такі поселення, як Ромашки [Архівовано 4 березня 2016 у Wayback Machine.], Долина Джерел [Архівовано 21 лютого 2009 у Wayback Machine.] [Архівовано 10 лютого 2014 у Wayback Machine.] , та інші [Архівовано 15 квітня 2014 у Wayback Machine.]

## Ресурси Інтернету
- Історія GEN, 1990–1995
- Історія GEN 2000–2001
- Global Ecovillage Network
- German Info: Global Ecovillage Network
- Блог соціальна мережа "Екопоселення і Родові Помістя" [Архівовано 2 квітня 2022 у Wayback Machine.]
- Екопоселення Росії та зарубіжжя [Архівовано 12 серпня 2015 у Wayback Machine.]
- Екопоселення в Білорусі [Архівовано 3 червня 2022 у Wayback Machine.]